# Chalain-d'Uzore
Chalain-d'Uzore é uma comuna francesa na região administrativa de Auvérnia-Ródano-Alpes, no departamento de Loire. Estende-se por uma área de 8,03 km². Em 2010 a comuna tinha 596 habitantes (densidade: 74,2 hab./km²).